# David I av Kakheti
David I av Kakheti, död 1602, var en georgisk monark. Han var kung i kungariket Kakheti mellan 1601 och 1602.